# Aneurysm (singel)
Aneurysm är en promo-singel med det amerikanska grungebandet Nirvana. "Aneurysm" spelades in för första gången av bandet den 1 januari 1991 i studion Music Source i Seattle. Denna version släpptes som en B-sida till singeln "Smells Like Teen Spirit" senare samma år. Denna version har senare släppts på Hormoaning, With the Lights Out och deluxe-utgåvan av Nevermind (som släpptes 20 år efter att albumet släpptes för första gången). En annan version, som innehåller ett högre tempo än den andra versionen, spelades in på BBC-radioprogrammet Mark Goodier's Evening Session den 9 november 1991. Denna version släpptes senare på Incesticide följande år. Låten sägs handla om Kurt Cobains före detta flickvän Tobi Vail. En coverversion av låten har framförts av Kim Gordon. "Aneurysm" hamnade på plats nio över de 20 mest spelade Nirvana-låtarna någonsin i Storbritannien, vilket var en lista framtagen av Phonographic Performance Limited för att hedra Cobains 50-årsdag den 20 februari 2017. På hyllningsalbumet Smells Like Bleach: A Punk Tribute to Nirvana var det Dr. Know som framförde "Aneurysm".

## Låtlista
Alla låtar är skrivna och komponerade av Kurt Cobain, om inte annat anges. 
| Nr | Titel    | Längd |
| -- | -------- | ----- |
| 1. | Aneurysm | 4:30  |